# 매천 황현 교지·시권(2점)·백패통
매천 황현 교지·시권(2점)·백패통은 황현이 1888년 생원시(生員試)에서 급제(1등 제2인)한 교지(敎旨), 1887년 전북 장수의 향시에 응시하여 장원한 시권(試券)과 1888년 생원시 2소에 응시하여 1등 제2인으로 급제한 시권(試券), 그리고 이를 보관한 백패(白牌)통이다. 2019년 5월 7일 대한민국의 국가등록문화재 제749-3호로 지정되었다.

## 개요
황현이 1888년 생원시(生員試)에서 급제(1등 제2인)한 교지(敎旨), 1887년 전북 장수의 향시에 응시하여 장원한 시권(試券)과 1888년 생원시 2소에 응시하여 1등 제2인으로 급제한 시권(試券), 그리고 이를 보관한 백패(白牌)통이다. 당시 선비들이 지향했던 관계 입문의 첫걸음인 과거시험과 관련된 유물로서, 보존상태 또한 양호하다. 이 유품들은 순절한 우국지사의 일상을 보존하고, 이 시기 선비들의 생활상을 파악하는데 도움이 되는 자료이다.

## 같이 보기
- 황현

## 참고 자료
- 매천 황현 교지·시권(2점)·백패통 - 국가유산청 국가유산포털